# Marathon van Rome 1982
De marathon van Rome 1982 werd gelopen op zondag 14 maart 1982. Deze wedstrijd was een voorloper van de jaarlijkse marathon van Rome. Bij hermeting bleek het uitgezette parcours 111 meter korter te zijn dan de officiële marathonafstand, namelijk 42,084 meter in plaats van de gebruikelijke 42,195 meter. In totaal finishten 1300 lopers deze wedstrijd.
Bij de mannen kwam de Belg Miel Puttemans als eerste over de streep in 2:09.53. De Italiaanse Laura Fogli won bij de vrouwen in 2:31.08.

## Uitslagen
Mannen
| rang   | naam              | land | tijd    |
| ------ | ----------------- | ---- | ------- |
| Goud   | Miel Puttemans    | BEL  | 2:09.53 |
| Zilver | Ian Thompson      | ENG  | 2:12.09 |
| Brons  | Karel Lismont     | BEL  | 2:12.36 |
| 4      | Marco Marchei     | ITA  | 2:12.38 |
| 5      | Gianpaolo Messina | ITA  | 2:12.59 |
| 6      | Paul-John Eales   | ENG  | 2:13.43 |
| 7      | David J Clark     | SCO  | 2:15.06 |
| 8      | Kjell-Erik Ståhl  | SWE  | 2:15.24 |
| 9      | Moacir Marconi    | BRA  | 2:16.06 |
| 10     | Martin Cauldwell  | NZL  | 2:16.43 |
| 11     | Marco Fiorina     | ITA  | 2:17.18 |
| 12     | Jukka Toivola     | FIN  | 2:18.26 |
| 13     | Bengt Nordqvist   | SWE  | 2:19.12 |
| 14     | Riccardo Mangione | ITA  | 2:19.59 |
| 15     | Paul Friedman     | USA  | 2:20.02 |
| 18     | Tommaso Baruffo   | ITA  | 2:24.22 |

Vrouwen
| rang   | naam               | land | tijd    |
| ------ | ------------------ | ---- | ------- |
| Goud   | Laura Fogli        | ITA  | 2:31.08 |
| Zilver | Marilyn Hulak      | USA  | 2:47.34 |
| Brons  | Ngaire Drake       | NZL  | 2:49.05 |
| 4      | Leslie Watson      | SCO  | 2:49.34 |
| 5      | Giovanna Ardissone | ITA  | 2:49.52 |
| 6      | Daniela Tiberti    | ITA  | 2:54.08 |
| 10     | Rita Ligi          | ITA  | 3:22.59 |

1982 ·
1983 ·
1984 ·
1985 ·
1986 ·
1987 ·
1988 ·
1989 ·
1990 ·
1991 ·
1995 ·
1996 ·
1997 ·
1998 ·
1999 ·
2000 ·
2001 ·
2002 ·
2003 ·
2004 ·
2005 ·
2006 ·
2007 ·
2008 ·
2009 ·
2010 ·
2011 ·
2012 ·
2013 ·
2014 ·
2015 ·
2016 ·
2017